# Buell
A Buell Motorcycle Company foi uma fabricante de motocicleta americana sediada em East Troy, Wisconsin e foi fundada pelo engenheiro Erik Buell que trabalhou como engenheiro na Harley-Davidson. Em 1993 a Harley-Davidson adquiriu 49% da empresa e a Buell tornou-se uma subsidiária integral até 2003.  Em 17 de novembro de 2006, a Buell anunciou que tinha produzido 100.000 motocicletas.
Em 15 de outubro de 2009, a Harley-Davidson anunciou a descontinuação da linha de produtos Buell como parte de sua estratégia para se concentrar na marca Harley-Davidson. A última moto Buell foi produzida em 30 de outubro de 2009, trazendo o número fabricado para 136.923.
Em novembro de 2009, Erik Buell anunciou o lançamento da Erik Buell Racing, uma empresa independente administrada por ele mesmo, que inicialmente produziu versões apenas para a corrida do modelo 1125R, e posteriormente ofereceu um modelo 1190RS atualizado para a rua ou a pista e atualmente produzindo um modelo 1190RX ainda melhorado, que também se destina ao uso de rua ou pista.

## História

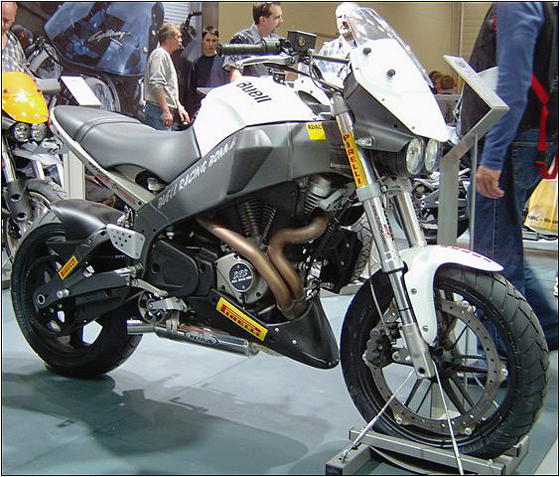
Buell Ulysses

A primeira motocicleta Buell, a RW750, foi construído em 1983 exclusivamente para competir no campeonato motociclismo AMA. Naquela época, Erik Buell era um piloto de moto top alegando corsário. Após a conclusão das duas primeiras unidades da RW750, um dos quais foi vendido a outra equipe de corrida. Buell depois virou seu foco para a corrida como inspiração, na versão de rua as motos usam motores fabricados pela Harley.
Em 1993, a Harley-Davidson juntou-se em parceria com a Buell Motor Company como um parceiro minoritário, e da sociedade constituída foi rebatizado "Buell Motorcycle Company". Em 1998, a Harley-Davidson adquiriu o controle majoritário da Buell, e que tem sido uma filial desde então. Em outubro de 2009, devido a crise financeira internacional, o grupo Harley Davidson optou por encerrar a fabricação das motocicletas Buell. Erick Buell se dedicou a Buell Racing(EBR), a empresa que ele fundou das cinzas da Buell, um segmento somente de motos de competição, não vendendo mais motos para o público.
A EBR fechou as portas da fábrica e pedindo concordata contra US $ 20 milhões em dívidas em 2015.
A fabricante americana de motocicletas, que é 49,2% de propriedade da grande empresa indiana Hero Motocorp Ltd, demitiu 126 funcionários em sua fábrica em Wisconsin, no momento parece improvável que uma tentativa de resgate seja montada para salvar a empresa.
Na página do EBR no Facebook, Buell disse: “Obrigado pelas postagens de apoio, textos e e-mails desde o anúncio de que a EBR encerrou suas operações. Este é um momento difícil, e seus comentários significam muito para mim pessoalmente e também para a equipe da EBR que fez um trabalho incrível nos últimos anos.
“Sem dúvida, foi um passeio incrível, sentindo a maior volta de qualificação de todos os tempos. E então, quando sabíamos que estávamos prestes a bater um recorde de todos os tempos, jogamos na última curva ...
“Mantendo as analogias de corrida, agora precisamos voltar à pista e olhar para frente lembrando todas as coisas que estávamos fazendo em torno de tantos turnos.
“Infelizmente, no final, tentamos fazer muito com muito pouco financiamento, mas isso não diminui as conquistas. Apresentamos as super motos americanas de classe mundial 1190RS, 1190RX e 1190SX, enquanto ao mesmo tempo fazemos um trabalho revolucionário para o Hero no HX250R, Leap, SimplEcity, iON, RnT e muitos outros, além de conceitos nunca vistos publicamente. Foi uma grande inovação e design de EBR, e introduziu novas tecnologias para a Hero e seus fornecedores para fornecer um verdadeiro impulso para eles. Mas no final tudo isso simplesmente nos subjugou, e por isso estamos tristes e entristecidos.
“Quero que você saiba que, olhando adiante, meu foco é 100% em ajudar o receptor a maximizar o valor do EBR para beneficiar a todos, e farei todos os esforços possíveis para levar a nova organização até onde ela possa oferecer suporte aos revendedores e clientes. e ajude a encontrar investimento para voltar à aceleração máxima.
“Obrigado pelo seu apoio, isso significa muito. Por favor, fique atento - não posso prever o futuro, mas sempre acredito que o melhor ainda está por vir. ”
Quando a Buell fechou suas portas em 2009, depois que a Harley a fechou como parte de uma tentativa de fortalecer o negócio principal da Harley-Davidson, Erik Buell recuperou o controle da empresa - que existia desde 1983 antes da aquisição da Harley no final dos anos 90 - e Parecia que o investimento da Hero Corp praticamente garantiria à empresa um futuro.
As propostas serão solicitadas para a empresa, com a oferta vencedora a ser determinada por um tribunal estadual. Qualquer proposta de venda está sujeita à aprovação do tribunal e a propostas mais altas ou melhores, mas a empresa prevê que seus ativos serão vendidos, de acordo com um aviso do Departamento de Estado da Força de Trabalho que anunciou a rescisão imediata dos contratos dos funcionários.